# Yeer Gutiérrez
Yeer Lisandro Gutiérrez Miguel (Iriona, Departamento de Colón, Honduras, 24 de agosto de 1992) es un futbolista hondureño. Juega como defensa y su equipo actual es el Marathón de la Liga Nacional de Honduras.

## Trayectoria
Formó parte del sistema de reservas del Motagua. En 2012, José Treviño comenzó a convocarlo a entrenamientos con el primer equipo, que por aquel entonces tenía entre sus filas a defensas de la talla de Nery Medina, Júnior Izaguirre, Johnny Leverón y Sergio Mendoza. 
Al año siguiente, la directiva lo cedió a Real Sociedad, equipo que estaba en apuros con el descenso. Debutó profesionalmente el 20 de enero de 2013, justamente ante el club dueño de su ficha, Motagua, y al que derrotaron por la mínima en Tegucigalpa. En total, jugó cuatro torneos con los «aceiteros», pero nunca llegó a alcanzar la regularidad esperada. 
Pasó por la Liga de Ascenso hasta fichar por Honduras Progreso, club donde ha tenido sus mejores temporadas y se ha hecho de un puesto en el esquema titular de los entrenadores. 

## Clubes
| Club                   | País     | Año           |
| ---------------------- | -------- | ------------- |
| Motagua                | Honduras | 2012          |
| Real Sociedad          | Honduras | 2013-2014     |
| Atlético Independiente | Honduras | 2015-2017     |
| Honduras Progreso      | Honduras | 2018-2019     |
| Real Sociedad          | Honduras | 2020-2022     |
| Juticalpa              | Honduras | 2022-2023     |
| Génesis                | Honduras | 2023-2024     |
| C. D. Marathón         | Honduras | 2024-Presente |